# Brennersee
Der Brennersee liegt ca. 1,15 km nördlich der Passhöhe des Brenners auf einer Höhe von 1311 m ü. A. Mit einer Fläche von ca. 5,5 ha ist er der größte See des Wipptales. Ihn erreicht man per Brennerautobahn oder per Regionalzug von Innsbruck aus.
Obwohl der See prinzipiell zum Baden freigegeben ist, erwärmt sich das Wasser selbst im Hochsommer kaum mehr als auf 12 °C. Wegen der Schattenlage ist es auch in der näheren Umgebung kühl. Die Sill versorgt den See mit frischem Wasser und entwässert ihn zugleich. Das kalte Wasser schwankt zwischen Gewässergüteklasse I bis II und beherbergt verschiedene Karpfen- und Forellenarten. Ein Algenteppich am Grund färbt das Wasser meist jadegrün.
Am Brennersee liegt auch die gleichnamige Rotte der Gemeinde Gries am Brenner. Etwas abseits des Sees, Richtung Passhöhe, liegt der aufgelassene Bahnhof Brennersee der Brennerbahn.
| Brennersee ( Rotte ) Basisdaten Pol. Bezirk , Bundesland Innsbruck-Land (IL), Tirol Pol. Gemeinde Gries am Brenner Ortschaft Gries am Brenner Koordinaten 47° 1′ 3″ N , 11° 30′ 29″ O 47.0175 11.508055555556 1319 Höhe 1319 m ü. A. Postleitzahl 6156 f1 Statistische Kennzeichnung Zählsprengel/ -bezirk Gries am Brenner (70313 000) Quelle: STAT : Ortsverzeichnis ; BEV : GEONAM ; TIRIS Vorlage:Infobox Gemeindeteil in Österreich/Wartung/Nebenbox f0 f0 BW | - Haltestelle Brennersee - Brennersee am Brennerpass |
| Brennersee (Rotte) |                                                      |
| Basisdaten |                                                      |
| Pol. Bezirk, Bundesland | Innsbruck-Land (IL), Tirol                           |
| Pol. Gemeinde | Gries am Brenner                                     |
| Ortschaft | Gries am Brenner                                     |
| Koordinaten | 47° 1′ 3″ N, 11° 30′ 29″ O                           |
| Höhe | 1319 m ü. A.                                         |
| Postleitzahl | 6156                                                 |
| Statistische Kennzeichnung |                                                      |
| Zählsprengel/ -bezirk | Gries am Brenner (70313 000)                         |
| Quelle: STAT: Ortsverzeichnis; BEV: GEONAM; TIRIS |                                                      |